# 14025 Фаллада
14025 Фаллада  (14025 Fallada) — астероїд головного поясу, відкритий 2 вересня 1994 року.
Тіссеранів параметр щодо Юпітера — 3,319.